# Обикновена манатарка
Обикновената манатарка, още меча гъба, самунка или само манатарка (Boletus edulis), е вид гъба от род Манатарки.

## Вид
При младите екземпляри стъблото е дебело и месесто и често е няколко пъти по-голямо от самата гугла. Най-тънката част е винаги до тръбичките, където също така се намира мрежеста окраска. Тръбичките са бели, но по-късно стават бледожълти. Цветът на най-младите гугли е кремав. Със стареенето на плодното тяло, гуглата се уголемява, става плоска и покафенява. Най-старите екземпляри имат маслиненозелени тръбички. Такъв е и цветът на споровия прашец. Месото е винаги бяло. Размерът на гуглата е до 25 cm. Стъблото расте до 20 cm височина. Масата на цялата гъба може да достигне и даже да надвиши 2 kg.

## Събиране
Това е една от най-разпространените в България диви гъби. Тя е лесна за разпознаване, добра за консумация, лесна за съхранение и желана за внос от други европейски държави. Висококачествените млади манатарки се считат за деликатес и имат високи цени.
Гъбата се среща най-често в широколистни гори, но не е изключение и в иглолистни. Развива се в симбиоза с дърветата.
Събира се ежегодно заедно с пачия крак по всички планини. Традиционно гъбите се нарязват на тънки филийки, които после се нареждат върху платно за сушене под слънцето. Консумират се и пресни.
Обикновената манатарка може да се сбърка с ядливите:
- борова манатарка (B. pinophilus);
- жълта манатарка (B. appendiculatus);
- бронзова манатарка (B. aereus) и
- канеленокафява манатарка (Xerocomus badius).

Манатарки с оранжеви или червени тръбички и посиняващо месо трябва да се избягват. Това са дяволска гъба (B. satanas), пурпурночервена манатарка (B. rhodoxanthus), красива манатарка (B. calopus), червеностъблена манатарка (B. erythropus) и огнена манатарка (B. luridus). Горчивата манатарка (Tylopilus felleus) не е отровна, но е неприятно горчива на вкус.